# Järnvägsolyckan i Buenos Aires 2012
Järnvägsolyckan i Buenos Aires 2012 inträffade den 22 februari 2012 då ett tåg kraschade på stationen Once i stadsdelen Balvanera i centrala Buenos Aires, Argentina. 51 personer dödades i samband med kraschen och 703 skadades.

## Reaktioner
Dåvarande argentinas president Cristina Fernández de Kirchner deklarerade två dagars landssorg och även att den förestående karnevalen skulle läggas på is. Regeringschefen Mauricio Macri (nuvarande presidenten) för den autonoma staden Buenos Aires och guvernören för provinsen Buenos Aires, Daniel Scioli, gjorde samma uttalande.